# جغرافيا الجزائر

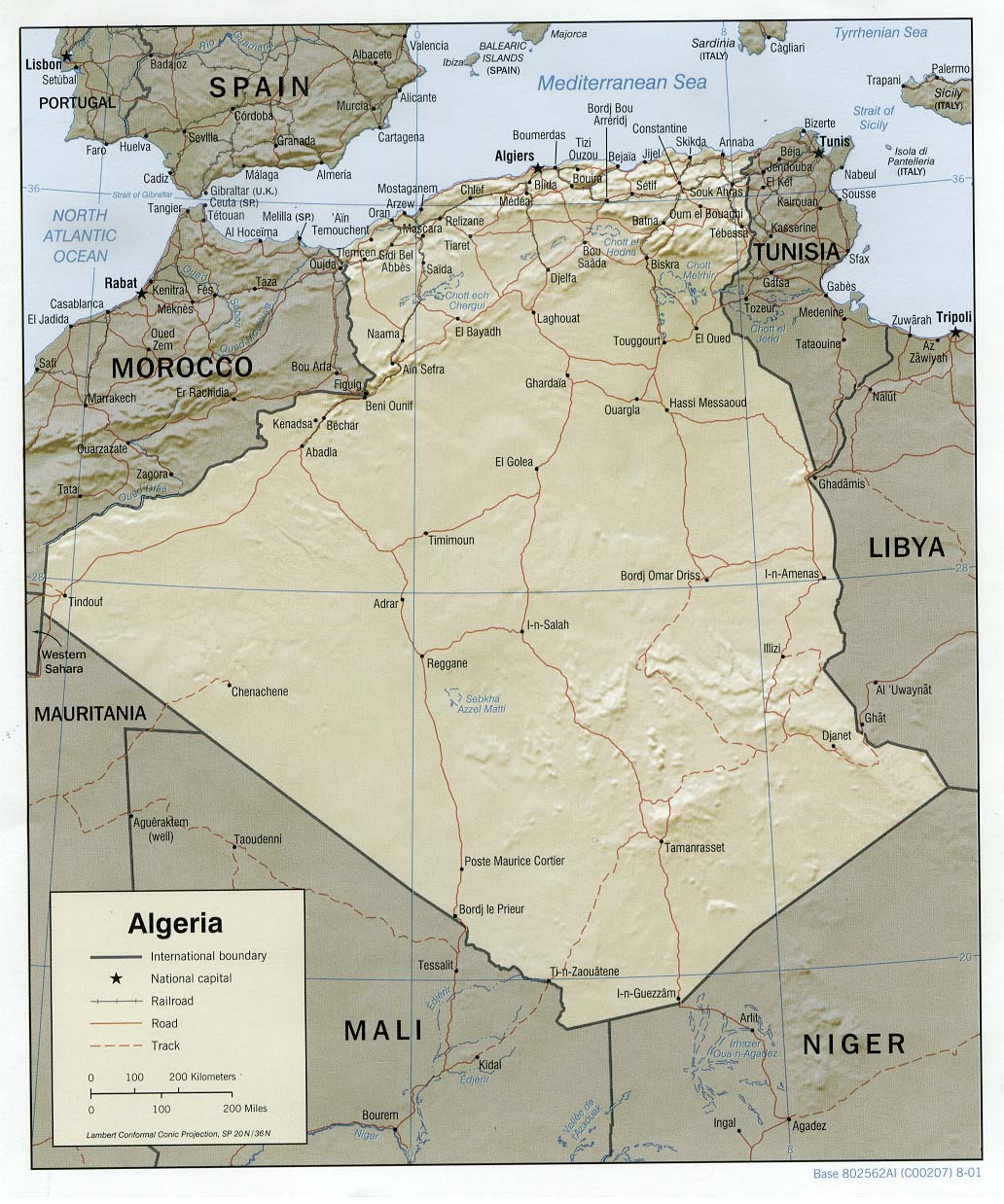
خريطة مظلّلة للجزائر تبيّن الولايات والطرق.

تقع الجزائر شمال أفريقيا بين تونس والمغرب. وتبلغ مساحتها 2,381,741 كيلومتر مربّع. وهي بذلك أكبر بلد في أفريقيا و الوطن العربي . تتنوع التضاريس بها من الشمال إلى الجنوب، فمن شريط ساحلي أغلبه سهول إلى هضاب عليا إلى صحراء.
تتكون الجزائر بكثير من المعالم. الشمال يمتد بالغرب إلى الشرق من حاجز جبلي مزدوج (الأطلس التلي والصحراء) مع سلاسل التل، الظهرة، الونشريس، جبال حضنة بالمسيلة، سلاسل منطقة القبائل،جرجرة ، و جبال البابور، و البيبان، و سلسلة جبال الأوراس.التربة مغطاة بكثرة الغابات في الوسط، والسهول الشاسعة في الشرق والصحراء، التي تمثل وحدها 84٪ من الأراضي.

## الموقع الجغرافي
التعرجات، وسهل ساحلي ضيق ومتقطع، تحصره سلسلة جبال أطلس التل التي يزيد ارتفاعها كلما اتجهنا شرقاً. وعلى أقدام أطلس التل الجنوبية تمتد منطقة هضاب واسعة كثيرة البحيرات المالحة وتحصر هذه الهضاب من الجنوب سلسلة جبال الأطلس الصحراوي المرتفعة (أكثر من 2000 م). وجنوبي الأطلس الصحراء الكبرى التي تغطي
تطل من شمال أفريقيا على البحر الأبيض المتوسط، يحدها غربا المغرب ومن الجنوب الغربي الجمهورية العربية الصحراوية بـ الصحراء الغربية ومن الجنوب موريتانيا ومالي والنيجر ومن الشرق ليبيا وتونس ومن الشمال البحر الأبيض المتوسط. للبلاد شريط ساحلي 2148 كم. متكون مع الالتواءات والاحتدابات ويتفرّع على العديد من سواحل وخلجان .
حدود الدولة الجزائرية :982 كلم مع ليبيا، و 1376 كلم مع مالي و 463 كلم مع موريتانيا، و1559 كلم مع المغرب، و 956 كلم مع النيجر، و965 كلم مع تونس و42 كلم مع الصحراء الغربية.
- أهم الجبال: سلسلة جبال الأطلس، جبال جرجرة، الونشريس، جبال الهقار.
- أعلى قمة: قمة تاهات اتاكور.
- أهم الوديان: الشلف (700كلم)، السمان.
- المناخ: مناخ البحر المتوسط، في الأجزاء الشمالية من البلاد: دافئ ويميل إلى البرودة في الشتاء وأمطار غزيرة، حار وجاف صيفاً. بينما في المرتفعات فبارد جداً في الشتاء مع تساقط الأمطار والثلوج بغزارة ومعتدل شتاء وفي الجزء الجنوبي حار صيفاً وبارد شتاءً وأمطاره قليلة أو تكاد تكون معدومة في بعض السنوات أو نادرة الهطول.

## الطبوغرافيا
يتألف سطح الجزائر من أربعة أقسام:
- القسم الشمالي: السواحل الشمالية التي تطل البحر المتوسط وهي ضيقة في بعض الأماكن بسبب امتداد جبال الأطلس.
- مرتفعات الأطلس: والتي تتكون من سلسلتين جبليتين تعرف باسم أطلس التل وهي موازية للسواحل.
- الهضاب الداخلية: وهي مناطق مرتفعة أهمها مرتفعات تبسة، الحضنة
  - الصحراء: وهي التي تمثل جزء كبير من الصحراء الكبرى.
- الموارد الطبيعية: بترول، غاز طبيعي، حديد، فوسفات، رصاص، زنك، زئبق، يورانيوم.

مساحة الأرض الصالحة للزراعة: 3%، المروج والمراعي: 13%، الغابات والأحراش 2% أراضي أخرى: 82%.
- النبات الطبيعي: تنمو الغابات الكثيفة في إقليم البحر المتوسط خاصة المرتفعات منها: السنديان، الفلين، السرو، الخروب، وغيرها من نباتات البحر المتوسط خاصة المرتفعات منها: السنديان، الفلين، السرو، الخروب، وغيرها من نباتات البحر المتوسط كذلك تنمو نباتات الحلفاء في الهضاب والنباتات الشوكية في الصحراء

في الشمال، الأطلس التلي مشكل مع الأطلس الصحراوي، بعدها الجنوب، اثنان معا من النقوش موازية يقتربا شرقا، وبين التي يتم إدراجها السهول الشاسعة والمرتفعات. كلى الأطلس يمتد إلى شرق الجزائر. نحو المناطق الداخلية من شرق الجزائر، سلاسل الجبال العظمى الأوراس (باتنة، خنشلة، أم البواقي، عين مليلة، سوق أهراس، قالمة، بسكرة، الخ) و النمامشة(تبسة) يمتد كله لشرق الجزائر والذي ينتهي إلى الحدود التونسية.. الأوراس تحتل مساحة 000 50 كم. وأعلى نقطة هي جبل شلية في 2328 متر ارتفاع. الأرض خصبة لأنه لم يتم زراعتها من قبل لأسباب تاريخية معينة في المنطقة وعدم وجود الوسائل.
مساحة سلسلة التل، 80 كم إلى 190 كم، تبلغ مساحتها حوالي 1622 كم من ساحل البحر الأبيض المتوسط. وهو يتألف من سلاسل الجبال على طول الساحل بالقرب من (شنوة و جبال البابور، الخ) من مسافة طويلة (الونشريس، جرجرة و البيبان، و ما إلى ذلك). وغالبا ما تفصل هذه الجبال أودية، غنية بالنباتات والحيوانات، وموطن مياه الأودية الجارية إلى وادي الشلف ووادي الصومام. جبل لالة خديجة، في منطقة القبائل حيث تغطي الجبال الثلوج في فصل الشتاء، هي أعلى قمة، 2308 متر ارتفاع. سهول التل مع الوديان المجاورة هي موطن للغالبية العظمى للأرضي الخصبة للبلاد.
بين جبال تل والأطلس الصحراوي، مجموعة كبيرة من السهول والمرتفعات شبه قاحلة اتسعت من جراء عديدة من آثار مجاري المياه المالحة والبحيرات المالحة، حسب وظيفة الفصول .النقطة المنخفضة في الجزائر، تنتهي إلى شط ملغيغ، ينخفض إلى -40 م. المربوطة مع الحدود المغربية غربا إلى وادي الحضنة التي تربط أحيانا جبال التل والأطلس الصحراوي.
الأطلس الصحراوي، يربط بين الأطلس الكبير المغربي إلى الحدود التونسية، ويمر من الغرب إلى الشرق من جبال القصور، جبل عمور، أولاد الأظافر، ويتصاعد من الزاب ، الانضمام عصابة من أخبر، وتستمر في الأوراس وبلغت ذروتها في أكثر من 2300 متر. ويحدها من الجنوب عدة واحات تشكل ما غالبا ما تسمى بوابة للصحراء.
المنطقة الصحراوية التي تغطي أكثر من 80٪ من مساحة الجزائر أو نحو مليوني كم2، يتكون أساسا الواحات والجبال.
شمال الصحراء الجزائرية، واحات كبيرة ومساحة واسعة من الرمال إلى الغرب، والشرقية إلى الشرق، مفصولة الهضاب الصخرية مثل منطقة مزاب يحدها من الجنوب تادمايت صينية، والبحار هائلة الرمال تتخللها الواحات إعطاء أحيانا الحياة لبساتين النخيل الهامة. في جنوب غرب تكمن ايجويدي وعرق شاش والكثبان الرملية الشاسعة من الخطية متباعدة على نطاق واسع على حدة.
جنوبا، في قلب الصحراء و جبال الهقار، الذي هو أعلى قمة في الجزائر مع 3003 متر على جبل تاهات أعلى ذروة، ويتكون من الصخور البركانية تشكيل قمم، «الإبر البركانية» و المرتفعات الصحراوية. إلى الشرق من الهقار، طاسيلي ناجر، الهضبة القاحلة عالية قابعة في أكثر من 1000 متر ارتفاع،
التكوينات الصخرية الخارجة من الكثبان الرملية تآكلت بشدة، وإعطاء بعض الأحيان التضاريس جانبا من سطح القمر.

## التضاريس

### السهول
تقسم سلسلة جبال الأطلس التلي سهول الجزائر إلى سهول ساحلية وأخرى داخلية.
- تتميز السهول الساحلية بضيقها وانحصارها بين الأطلسي التلي و البحر الأبيض المتوسط. حيث لا يزيد طولها عن 150كم وعرضها عن 30كم بارتفاع أقصى عن سطح البحر بـ 100م. تتميز بخصوبتها وتعدد المجاري المائية بها، أشهرها سهول متيجة و عنابة ووهران.
- ترتفع السهول الداخلية عن سطح البحر ما بين 500م و800م أشهرها سهول تلمسان وسيدي بلعباس ومعسكر وسطيف.

### الجبال

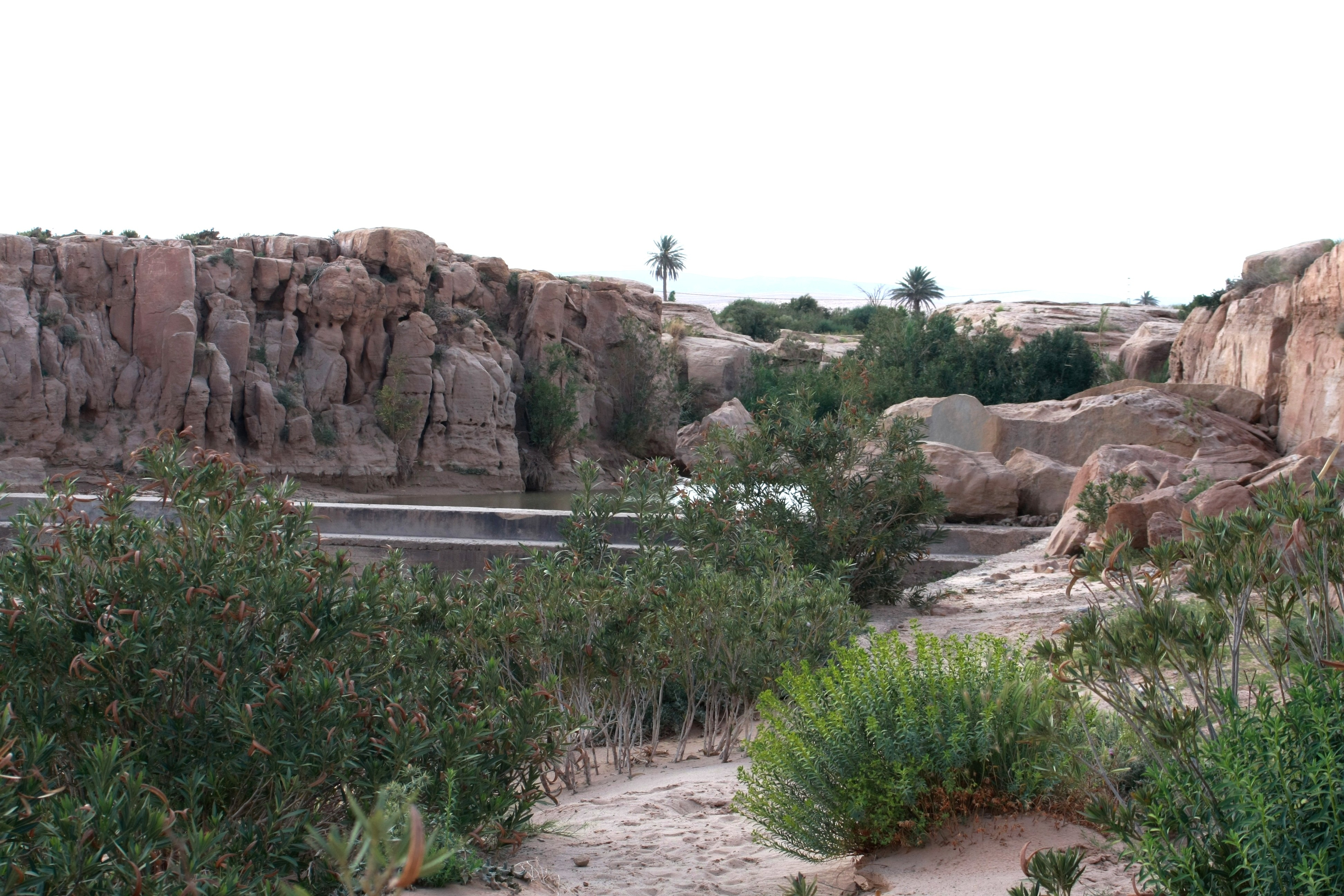
من طبيعة منطقة الأطلس الصحراوي قرب الأغواط

تشكل الجبال في الجزائر سلسلتين تكاد تكونان متوازيتين ممتدتان من الشرق إلى الغرب :
- سلسلة الأطلس التلي : بقمم تتميز بالحدة تتراوح بين 1000م و2000م أعلاها قمة لالا خديجة بجبال جرجرة. تمتد هذه السلسلة من جبال سوق أهراس شرقا إلى جبال تلمسان غربا. وتشكل حاجزا طبيعيا لتأثيرات البحر الأبيض المتوسط على باقي البلاد.
- سلسلة الأطلس الصحراوي : تمتد من جبال النمامشة وتبسة شرقا إلى جبال القصور في الجنوب الغربي للبلاد. يتراوح ارتفاع قممها ما بين 1200م و 2000م وتعتبر قمة شيليا بجبال الأوراس أعلاها بارتفاع 2328م. تشكل هذه السلسلة حاجزا مضاعفا لإيقاف تأثيرات الصحراء جنوبا والتأثيرات المتوسطية شمالا.

يرصد جبال الهقار في جنوب الجزائر من ثلاثة حقول بركانية:
- الحقل البركاني تاهالرا على مساحة 800 1 كمم، يقع خمسين كيلومترا غرب تمنراست.
- الحقل البركاني أتاكور على مساحة 150 كمم، على بعد ثلاثين كيلومترا شمال تمنراست.
- الحقل البركاني منزاز على مساحة 500 1 كمم، يقع 127 كم من شمال تمنراست.

### الهضاب والصحراء

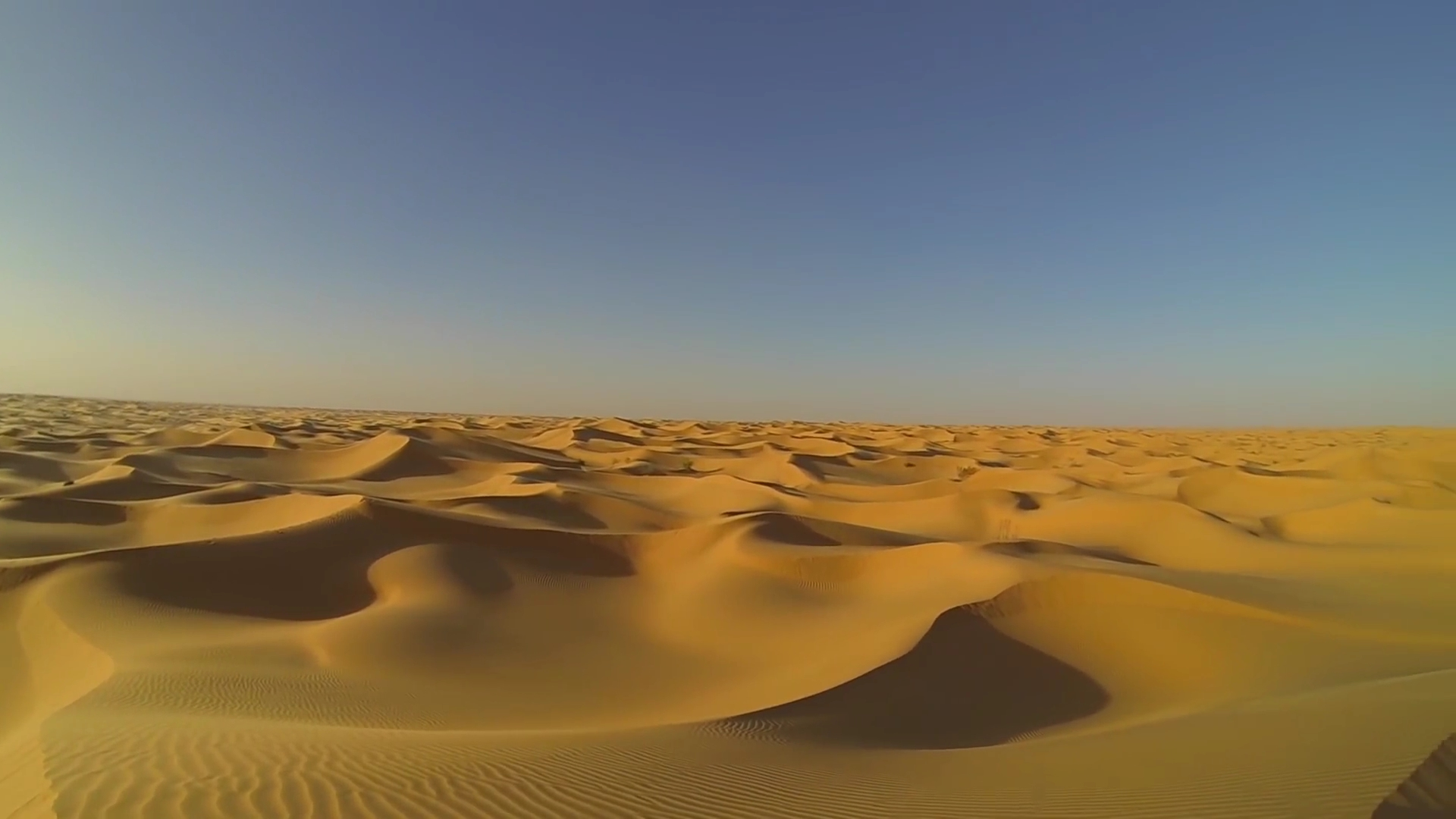
صحراء رملية في الجزائر

الهضاب محصورة بين سلسلتي الأطلس التلي والصحراوي. تضيق كلما اتجهنا شرقا وتتسع كلما اتجهنا غربا. ارتفاعها ما بين 700 و800م كما تزداد ارتفاعا كلما اتجهنا غربا.
الإقليم الجنوبي (الصحراء): يمثل 84%( 2 مليون كلم²) ويمكن تقسيمه إلى:
- المنخفض الشمالي الشرقي: معظمه مغطّى بالعرق الشرقي الكبير ويوجد به شط ملغيغ (-35م)
- الصحراء الشمالية الغربية: معظمه هضبة صخرية(حمادة)
- الصحراء الجنوبية: يوجد بها مرتفعات التاسيلي والهقار وهي قديمة التكوين (أعلى قمة بالجزائر تاهات بالهقار 2918م)

ويوجد غرب الهقار سهل تنزروفت الذي يغطيه الرق(حصى)
والأطلس الصحراوي، يربط بين الأطلس الكبير المغربية إلى الحدود التونسية، ويمر من الغرب إلى الشرق من جبال القصور، جبل عمور، أولاد الأظافر، من (Zibans) وجبال (Hodna)، التي انضمت إلى الفرقة وأخبر، ويستمر في الأوراس وبلغت ذروتها في أكثر من 2300 متر. ويحدها من الجنوب عدة واحات تشكل ما غالبا ما تسمى بوابة للصحراء.
المنطقة الصحراوية التي تغطي أكثر من 80٪ من مساحة الجزائر أو نحو مليوني كمم، يتكون أساسا من التقيد بالأنظمة، (ergs) والواحات والجبال.
الكثبان السيرك Moul القيام الآغا في (بارك الثقافي للتاسيلي) تادرارت
شمال الصحراء الجزائرية، (ergs) كبيرة واوكسيدنتال إلى الغرب، والشرقية إلى الشرق، مفصولة الهضاب الصخرية مثل منطقة مزاب يحدها من الجنوب (Tademaït) صينية، والبحار هائلة الرمال تتخللها الواحات إعطاء أحيانا الحياة لبساتين النخيل الهامة. في جنوب غرب تكمن ايجويدي و(Chech ergs) والكثبان الرملية الشاسعة من الخطية متباعدة على نطاق واسع على حدة.
جنوبا، في قلب الصحراء وجبال الهقار، الذي هو أعلى قمة في الجزائر مع 2918 متر على جبل (Tahat) ذروة أعلى، ويتكون من الصخور البركانية تشكيل قمم، «الإبر البركانية» و الهضاب الصحراوية عالية. إلى الشرق من الهقار، طاسيلي ناجر، الهضبة القاحلة عالية قابعة في أكثر من 1000 متر ارتفاع، والوقوف التكوينات الصخرية الخارجة من الكثبان الرملية تآكلت بشدة، وإعطاء بعض الأحيان الإغاثة جانبا من سطح القمر.

## مناخ ودراسة موارد مائية

### العوامل المؤثرة في المناخ
- الموقع الفلكي
- منطقة الضغط الازروري
- الموقع الجغرافي
- هبوب الرياح الحارة
- امتداد التضاريس

### الأقاليم المناخية
- مناخ البحر الأبيض المتوسط: يغطي القسم الشمالي إلى غاية شمال الأطلس الصحراوي ويتميز ب:
- فصل معتدل رطب (من أكتوبر إلى ماي)
- فصل جاف (باقي الشهور)
- تذبذب وتفاوت كميات التساقط. تقل الأمطار كلما اتجهنا نحو الجنوب ونحو الغرب

ويمكن أن نميز منطقتين مختلفتين في هذا الإقليم:
- منطقة رطبة: وهي المنطقة التيلة (1000 مم سنويا)
- منطقة شبه جافة: المنطقة الداخلية (0400 مم سنويا)
- مناخ صحراوي: يغطي مساحة شاسعة من جنوب الأطلس الصحراوي إلى الجنوب يمتاز بارتفاع الحرارة وندرة الأمطار

### خصائص المناخ في الجزائر
الحرارة
- يتأثر توزيع الحرارة بعاملي التضاريس والقرب والبعد عن البحر.
- اعتدال الحرارة صيفا وشتاء على الشريط الساحلي(مدى حراري منخفض)
- ارتفاع الحرارة صيفا في المناطق الداخلية وتنخفض شتاء.

التساقط
- تتسبب الرياح الشمالية في سقوط الأمطار على الشمال100مم (الساحل الشرقي).أما في الغرب فتقل عن 600مم بسبب الحواجز الجبلية في المغرب الأقصى وشبه الجزيرة الأبيرية آلت تمنع وصول الرياح المشبعة ببخار الماء.
- تصل كميات التساقط في الهضاب العليا(200/400مم)
- تصل كميات التساقط وراء الأطلس الصحراوي أقل من200مم.

المياهتتركز الأودية الهامة في الإقليم التلي وتصب في البحر
- وادي الشلف: طوله 650 كم ينبع من جبال عمور فرندة ويصب في البحر قرب مستغانم
- وادي سيق: مساحته 1850 كم ينبع من جبال الضاية
- وادي الهبرة(الحمام):مساحة حوضه 4982كم2 يستمد مياهه من جبال الضاية وسعيدة
- وادي سيبوس: حوضه 5488 كم2 ينبع من الأطلسين

المظهر الهيدروغرافي
تتأثر الأودية بالمناخ والتربة والتضاريس لهذا تمتاز بالتذبذب كتذبذب المناخ. فقد تكون جارفة في الموسم الممطر لكن تجف في الموسم الجاف بفعل التبخر وندرة الأمطار لهذا تسمى بالأودية وليس الأنهار.
مصدر: الشريط البحري الساحلي (1644 كم) محافظة السواحل الجزائرية